# Klavdia Fomichova
Klavdia «Klava» Yákovlevna Fomichova (en ruso: Кла́вдия Я́ковлевна Фомичёва; Moscú, RSFS de Rusia, 12 de diciembrejul./ 25 de diciembre de 1917greg. – Moscú, Unión Soviética, 6 de octubre de 1958) fue una comandante de escuadrón en el 125.º Regimiento Aéreo de Bombarderos de la Guardia durante la Segunda Guerra Mundial donde recibió el título de Héroe de la Unión Soviética el 18 de agosto de 1945.

## Biografía

### Infancia y juventud
Klava Fomichova nació el 25 de diciembre de 1917 en Moscú en la gobernación de Moscú en esa época parte de la RSFS de Rusia (la Unión Soviética no se constituyó formalmente hasta finales de 1922), pero pasó toda su infancia en la aldea de Znamenka (raión de Dankovsky, óblast de Lípetsk). Su padre murió un año después de su nacimiento y más tarde murió su hermano mayor Valentín, quien era el principal sostén de la familia después de la muerte de su padre, por lo que la familia sufrió graves dificultades materiales.
En 1931, después de graduarse de una escuela integral de siete años, fue contratada como aprendiz de contadora mientras estudiaba en una escuela bancaria. Después de graduarse, se convirtió en asociada contable en el Gosbank. Disfrutaba del senderismo, el montañismo y otros deportes. En 1936, Fomichova se unió al club de planeadores. Sus habilidades eran tan buenas que la invitaron a participar en el club de vuelo de la asociación paramilitar OSOAVIAJIM (Unión de Sociedades de Asistencia para la Defensa, la Aviación y la Construcción Química de la URSS). En 1938 recibió el título de instructora de vuelo y entre 1938 y 1941 formó a jóvenes en un club de vuelo en Reutov.

### Segunda Guerra Mundial

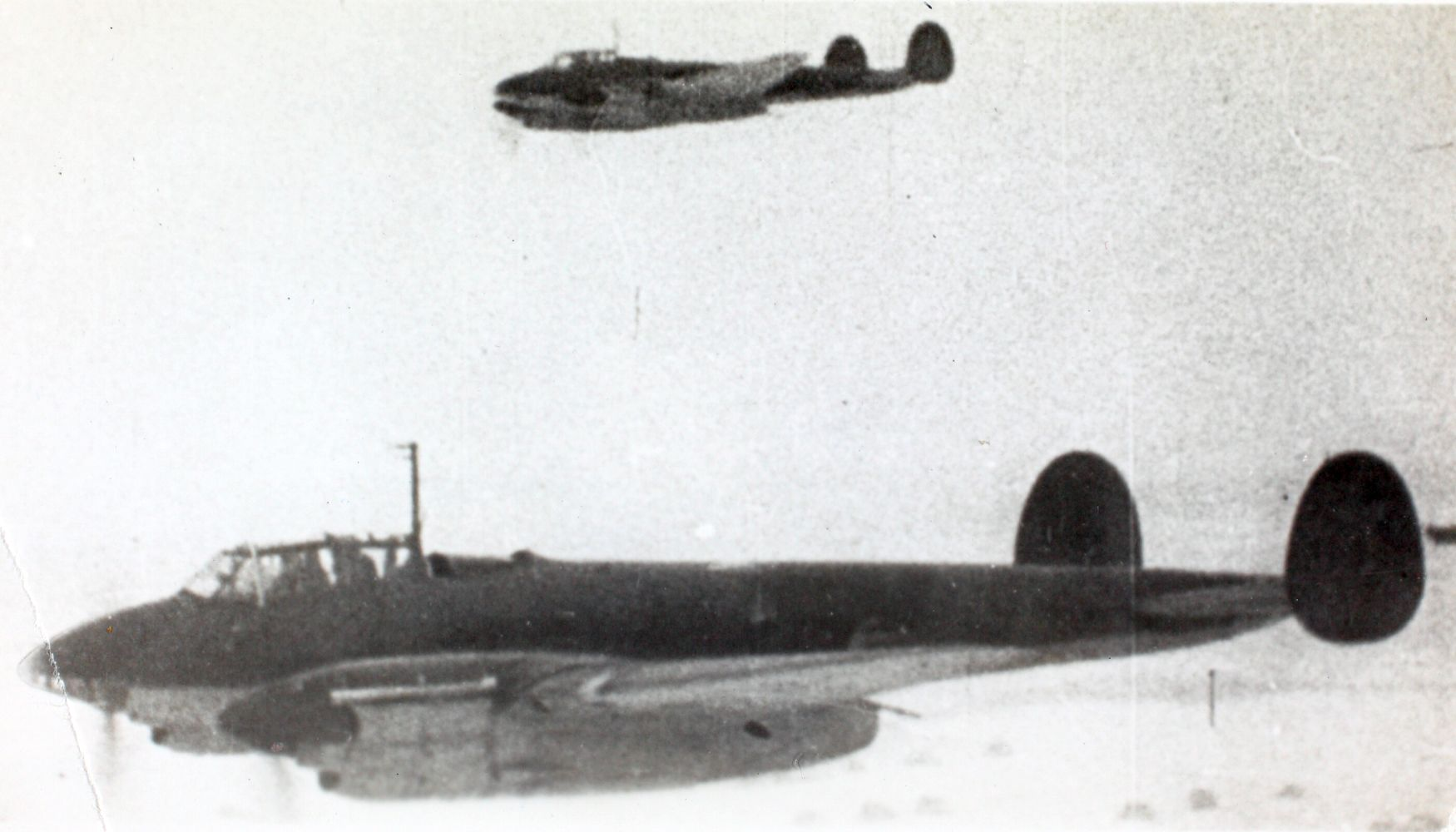
Dos bombarderos Petliakov Pe-2 similares a los que equipaban el 587.° Regimiento Aéreo de Bombarderos de Fomichova

El 22 de junio de 1941, el primer día de la invasión de la Unión Soviética, Fomichova se ofreció como voluntaria para el servicio de vuelo de primera línea y fue aceptada por el 122.º Grupo de Aviación, una unidad especial formada íntegramente por mujeres, al mando de Marina Raskova. Inicialmente, optó por entrenarse como piloto de combate, pero Raskova, después de examinar sus habilidades, decidió asignarla al 587.° Regimiento Aéreo de Bombarderos, destinado a operar el bombardero ligero Sukhoi Su-2, ya obsoleto. Más tarde, el regimiento recibió la designación de Guardias y pasó a llamarse 125.º Regimiento Aéreo de Bombarderos de la Guardia. Realizó su formación militar y táctica en la Escuela de Aviación Militar de Engels en el Óblast de Sarátov. La unidad terminó usando bombarderos Petliakov Pe-2 en lugar de los bombarderos ligeros Sukhoi Su-2, con los que habían realizado la instrucción. En enero de 1943, cuando el 587.º regimiento entró en combate por primera vez, Fomichova era comandante de vuelo y vicecomandante de su escuadrón. Más tarde asumió el mando del escuadrón.
Como comandante de escuadrón, participó en la batalla de Smolensk. El 17 de septiembre de 1943, el avión de Fomichova fue dañado por fuego antiaéreo enemigo y resultó herida en la cara por fragmentos del acristalamiento de la cabina. Dado que su navegante resultó gravemente herida e incapaz de ayudarla, Fomichova no pudo abandonar el avión y tuvo que aterrizar en el aeródromo de una unidad de combate soviética cerca de la línea del frente. Había un avión en la pista principal, por lo que aterrizó junto a la pista principal. Durante la carrera de aterrizaje, una rueda del avión se metió en el cráter de una bomba, el avión se inclinó y se incendió. Sufrió heridas graves (incluidas fracturas en seis costillas) y quemaduras. El personal del aeródromo ayudó a la tripulación a escapar del avión en llamas. En enero de 1944, se recuperó de sus heridas y regresó al servicio activo.
El 23 de junio de 1944, comenzó la operación Bagration. Ese mismo día, lideró su escuadrón como parte de un grupo de bombarderos, en la segunda salida del día, el avión de Fomichova fue alcanzado por fuego antiaéreo enemigo cuando se acercaba al objetivo, incendiando el motor izquierdo y matando a su artillero. La propia Fomichova resultó gravemente herida en una pierna, pero continuó con la misión y arrojó las bombas sobre el objetivo. Luego giró el avión en llamas hacia la línea del frente para evitar ser capturada por el enemigo, volando hasta que llegó territorio amigo. Voló en todo momento a una altitud no superior a 200 metros, pero no antes de asegurarse de que su navegante Galia Dzhunkóvskaia se lanzara en paracaídas a un lugar seguro. Tanto ella como Dzhunkóvskaia sufrieron quemaduras graves. El 15 de julio de 1944, regresó nuevamente al servicio activo.
En diciembre de 1944, había volado 55 misiones de combate y había lanzado 46 750 kg de bombas. Sus subordinados y superiores apreciaban su desempeño como piloto y como comandante de escuadrón, ya que fue fundamental en varios casos para reducir o prevenir las pérdidas de tripulaciones. También fue responsable de misiones críticas para el éxito de las operaciones de las fuerzas terrestres al destruir valiosos activos e importantes objetivos enemigos,
Por decreto del Presídium del Sóviet Supremo de la URSS del 18 de agosto de 1945, recibió el título de Héroe de la Unión Soviética «por el desempeño ejemplar de las misiones de combate del comando y por su coraje y heroísmo en las batallas contra los invasores nazis».

### Posguerra

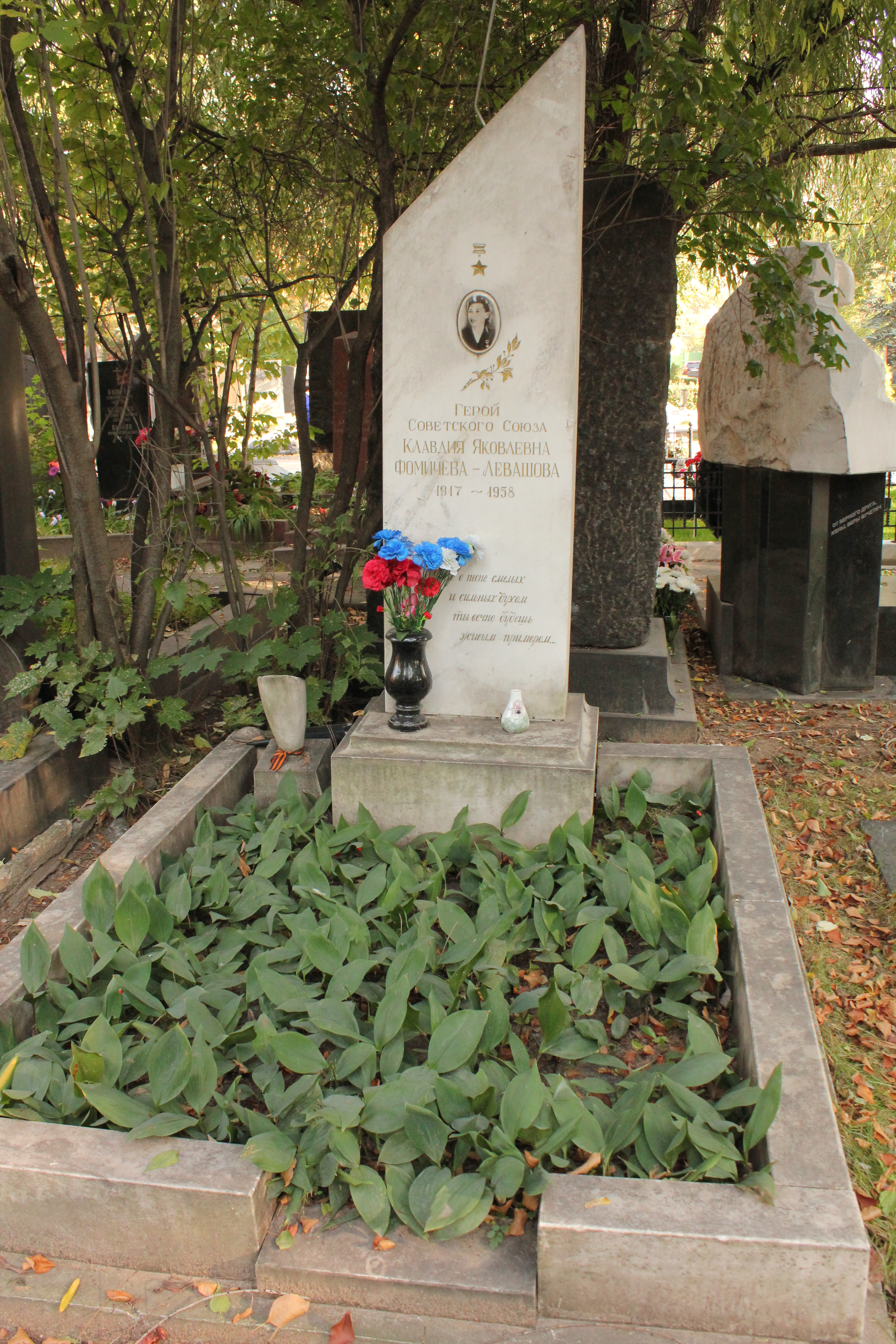
Tumba de Klavdia Fomichova en el cementerio de Novodévichi en Moscú

Después de la guerra, trabajó como instructora de vuelo en la Academia de la Fuerza Aérea y más tarde en la Escuela Militar de Vuelo en Borisoglebsk. En 1944 se convirtió en miembro del Partido Comunista, y en 1945 participó en el congreso de fundación de la Federación Democrática Internacional de Mujeres (FDIM) en París.
En 1955 se retiró con el grado de teniente coronel. Murió pocos años después, el 5 de octubre de 1958, tras una prolongada enfermedad que la dejó postrada en cama; fue enterrada en el cementerio de Novodévichi de la capital moscovita.

## Condecoraciones
A lo largo de su carrera militar, Klavdia Fomichova recibió las siguientes condecoraciones
|  | Héroe de la Unión Soviética (N.º 947; 18 de agosto de 1945)                         |
|  | Orden de Lenin (18 de agosto de 1945)                                               |
|  | Orden de la Bandera Roja, dos veces (5 de septiembre de 1943 y 28 de junio de 1944) |
|  | Orden de la Estrella Roja (19 de noviembre de 1951)                                 |
|  | Medalla por la Defensa de Stalingrado (1942)                                        |
|  | Medalla por la Defensa del Cáucaso (1944)                                           |
|  | Medalla por la Victoria sobre Alemania en la Gran Guerra Patria 1941-1945 (1945)    |
|  | Medalla por la Conquista de Königsberg (1945)                                       |